# Пионерская правда
«Пионе́рская пра́вда» (разг. пионе́рка) — советская и российская газета для детей. В СССР была всесоюзной пионерской газетой, печатным органом ЦК и МК ВЛКСМ и главным печатным изданием Всесоюзной пионерской организации.
В 1991 году, после распада СССР, роспуска комсомольской организации и реорганизации пионерской организации, редакция газеты была реорганизована в Автономную некоммерческую организацию «Редакция газеты „Пионерская правда“», учредителями которой стал журналистский коллектив газеты и «Международная федерация детских организаций СПО-ФДО». Отказавшись от политики, издание стало всероссийской газетой для детей и подростков.

## История

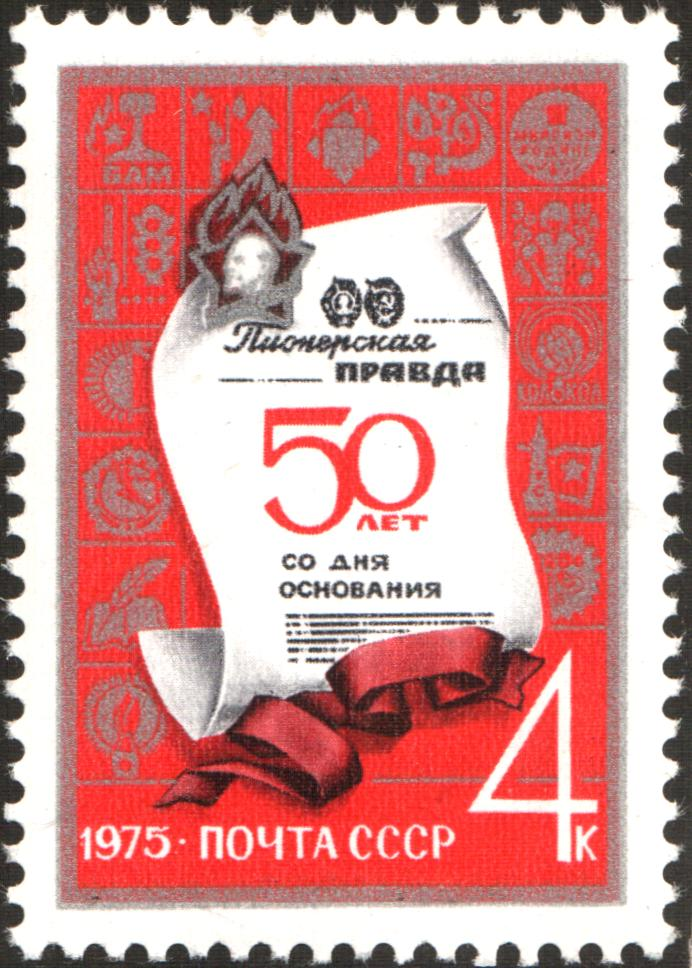
Почтовая марка СССР, 1975 год

Предыстория газеты началась с октября 1921 года со стенгазеты «Радио» 16-го детского дома Сокольнического района Москвы. Стенгазета постепенно стала газетой всех детских домов Сокольнического района, печаталась на машинке. Затем она стала газетой всех детских и юношеских домов Москвы и губернии, печаталась литографическим способом. В январе 1923 года «Радио» получило статус общегородского органа ячеек РКСМ, школ, юношеских и детских домов, работало под руководством Московского городского отдела народного образования и Московского комитета РКСМ. «Мосполиграф» помог газете получить небольшую типографию, «Правда» и «Известия» передали газете комплект типографского шрифта. С февраля 1925 года газета вышла под названием «Школьная правда». 17 февраля 1925 года Московский горком РКП(б) принял решение о создании пионерской газеты на основе «Школьной правды», укрепив её частью редколлегии, выходившего с апреля 1923 года пионерского журнала «Барабан», органа МК РКП(б), МК РКСМ и Московского городского совета профсоюзов.
Первый номер «Пионерской правды» вышел 6 марта 1925 года тиражом 20 000 экземпляров, напечатанных в типографии Вестника Воздушного Флота (ул. Разина, 5). Вначале газета была еженедельным печатным органом Московского комитета РЛКСМ. Идеологически «Пионерская правда», по мысли её создателей, была призвана «помогать пионерской организации и школе в коммунистическом воспитании подрастающего поколения, одновременно прививая детям идеалы дружбы, товарищества, взаимопомощи, любви к Родине, добра и справедливости».
В основании и развитии газеты принимали деятельное участие советские партийные и общественные деятели, видные писатели и поэты: Н. К. Крупская, М. И. Ульянова, Е. М. Ярославский, Максим Горький, В. В. Маяковский, А. П. Гайдар, С. Я. Маршак, Л. А. Кассиль и другие. Первым редактором газеты стал Н. И. Бухарин.
В марте 1926 года, к первой годовщине создания, газета имела тираж 50 тыс. экземпляров.
С 6 марта 1927 года газета стала совместным органом Центрального и Московского комитетов ВЛКСМ, а с 1958 года — органом ЦК ВЛКСМ и Центрального совета Всесоюзной пионерской организации им. В. И. Ленина. С 4 февраля 1928 года ранее еженедельная газета стала выходить дважды, а с 3 октября 1928 года — трижды в неделю.
Газета писала о событиях в СССР и за рубежом, освещала деятельность детских организаций в других странах, рассказывала о жизни советских пионеров и школьников. В разговорной речи её часто называли «Пионеркой».
Тираж газеты в 1965 году составлял 7,5 млн экземпляров, в 1975 году — 9,5 млн экземпляров (самый большой тираж среди газет СССР). Газета выходила с периодичностью два раза в неделю, с конца 1980-х — три раза в неделю. Имела всесоюзный статус.

## Государственные награды
- Орден Трудового Красного Знамени (09.06.1945, За многолетнюю, плодотворную работу по воспитанию и обучению детей, за успешную организацию пионеров и школьников на участие в посильном труде для Родины)[10]
- Орден Ленина (14.06.1950, За большую и плодотворную работу по коммунистическому воспитанию детей и развитию пионерского движения в стране, в связи с 25-летием)[11]
- Орден Дружбы Народов (06.03.1975, За большую и плодотворную работу по воспитанию пионеров и школьников в духе преданности заветам В. И. Ленина, советского патриотизма и пролетарского интернационализма)[12].

В 1991 году после распада СССР комсомольская и пионерская организации были распущены, имущество изъято. Учредителями газеты стали «Союз пионерских организаций — Федерация детских организаций СПО-ФДО» и журналистский коллектив редакции, изменив свой печатный формат и отказавшись от политики, преобразовав во всероссийскую газету для детей и подростков. В марте 2012 года тираж газеты — 15 тыс. экз.

## Награды газеты

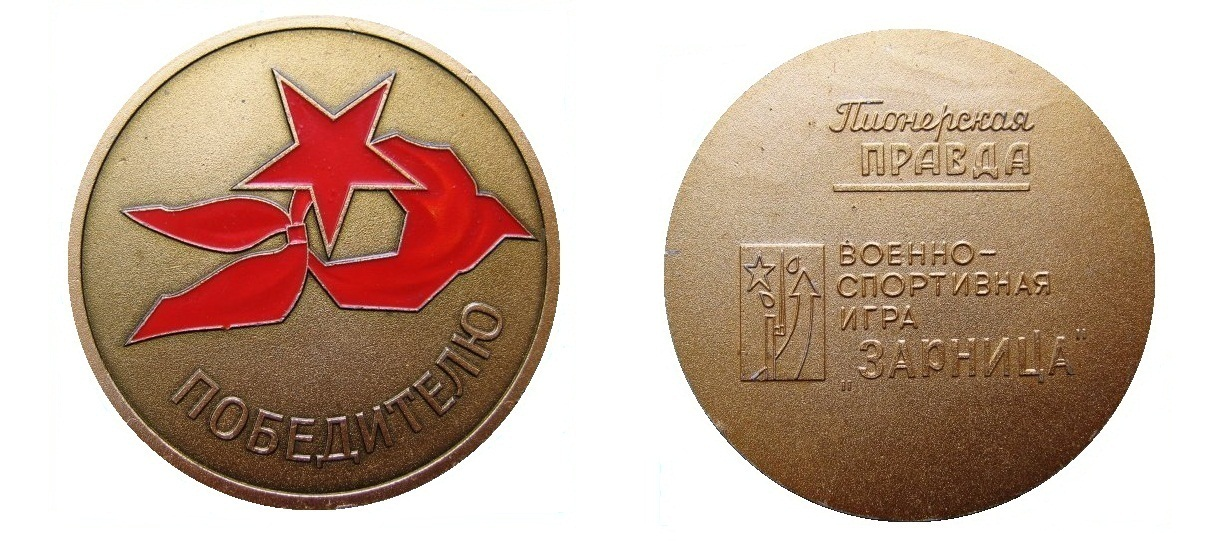
Медаль победителю военно-спортивной игры «Зарница» на приз газеты «Пионерская правда»
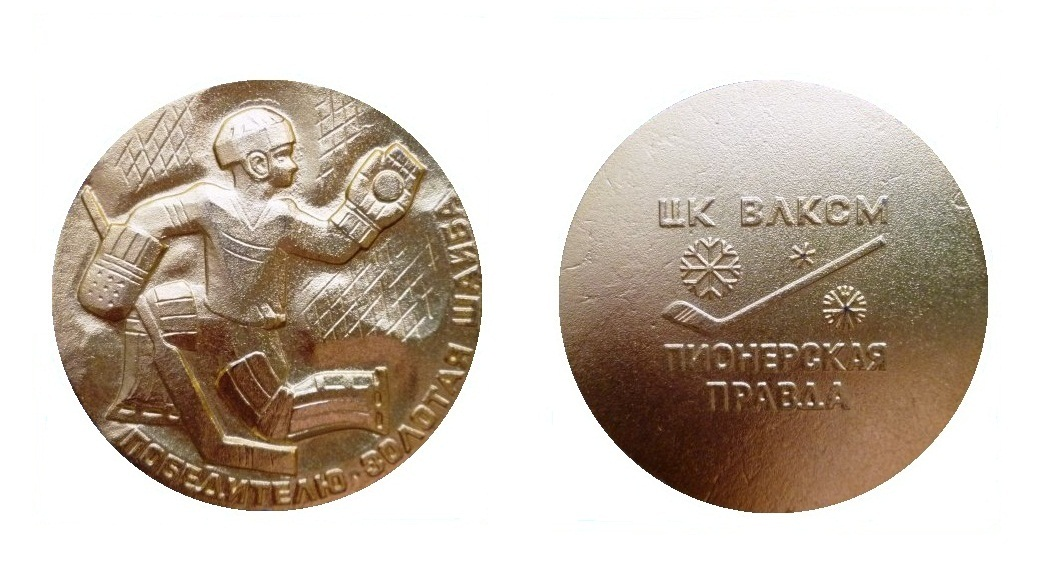
Медаль победителю детского хоккейного турнира «Золотая шайба» при ЦК ВЛКСМ на приз газеты «Пионерская правда»
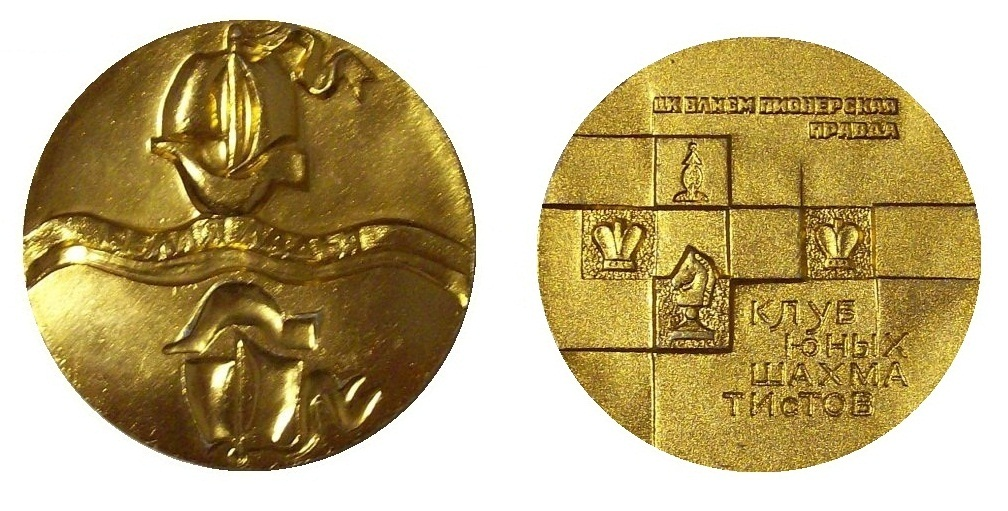
Медаль победителю турнира юных шахматистов при ЦК ВЛКСМ на приз газеты «Пионерская правда»
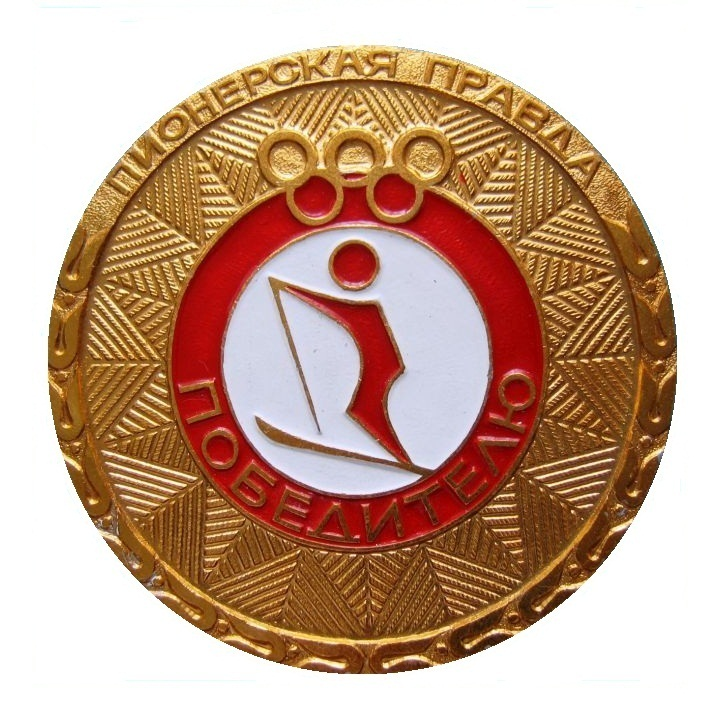
Медаль победителю Всесоюзных лыжных соревнований пионеров и школьников на приз газеты «Пионерская правда»
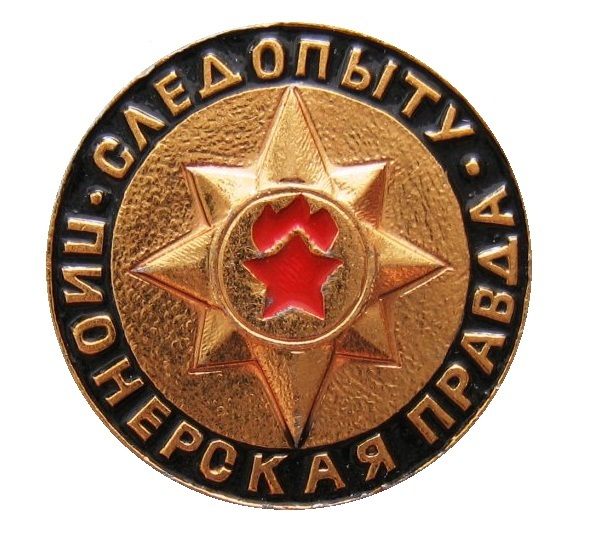
Медаль следопыту (победителю соревнований в ориентировании на местности на приз газеты «Пионерская правда»)
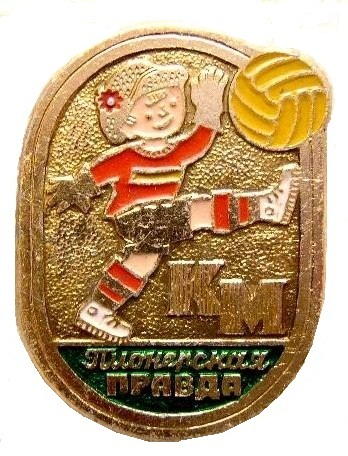
Значок детского футбольного турнира «Кожаный мяч» на приз газеты «Пионерская правда»

## Деятельность

### В Советском Союзе

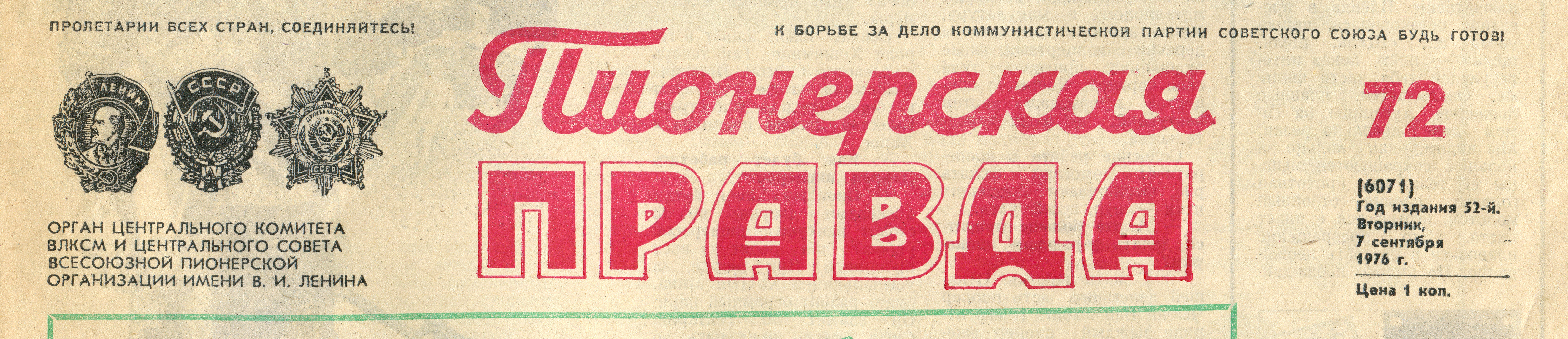
Логотип газеты от 7 сентября 1976 г.

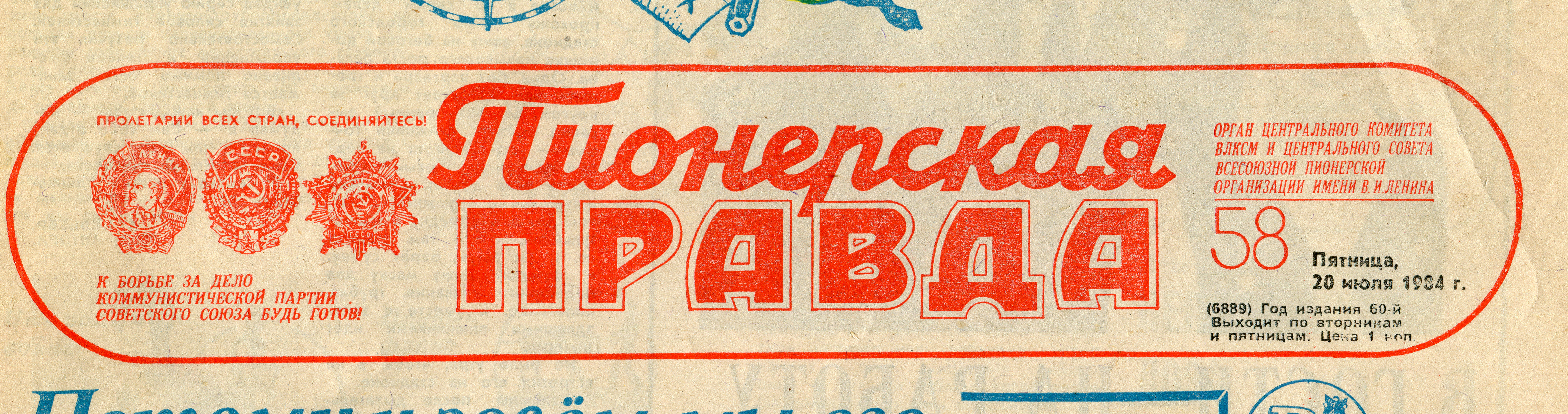
Логотип газеты от 20 июля 1984 г.

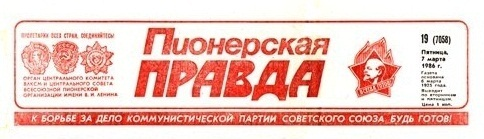
Логотип газеты от 7 марта 1986 г.

С первых лет существования газета начала создавать различные детские общественные движения. «Пионерка» инициировала 33 клуба, в том числе: «Золотая шайба», «Кожаный мяч», «Белая ладья», дискуссионный клуб по проблемам межличностного общения и вопросам нравственности «Зеркало», клуб сельских опытников «Малая Тимирязевка», «Клуб юных мотористов», «Клуб авиамоделистов», клуб «Барабан» (название которого представляло собой аббревиатуру от «Боевая Армия Ребят-Активистов Борется! Агитирует! Находит!»). Чтобы вести диалог с читателями о международной политике, был открыт политический клуб «Колокол», учивший детей анализировать информацию, отстаивать своё мнение, а конце 1980-х годов — общепионерская дискуссионная трибуна «Поиск».
На страницах газеты в 1956 году было объявлено начало всесоюзной экспедиции «Моя Родина — СССР», в рамках которой школьники выполняли задания поискового, краеведческого, экологического, туристического характера; брали на себя шефство над ветеранами. Военно-спортивные соревнования выросли во всесоюзную военно-спортивную игру «Зарница».
- На страницах газеты выступали государственные и общественные деятели, учёные, космонавты, писатели, спортсмены, учителя, пионерские работники, юнкоры из самых дальних уголков СССР.
- Совместно с органами народного образования, общественными и спортивными организациями «Пионерская правда» проводила массовые всесоюзные и международные детские мероприятия, в том числе соревнования на призы созданных газетой в 1960-е годы детских спортивных клубов, международные выставки детских рисунков и фотографий, выставки творчества юных техников, многочисленные походы, смотры, конкурсы, выставки, спортивные игры и иные мероприятия, посвящённые различным значимым событиям в жизни страны и её истории[17].
- В советское время ежегодно в «Пионерскую правду» приходило свыше 200 тысяч писем детей, часть из которых публиковались на страницах газеты.
- Многие писатели, получившие позже известность, дебютировали на литературных страницах «Пионерской правды» своими рассказами и повестями[14].
- "Эта газета часто печатавшая в 50-х, 60-х и 70-х годах прошлого века увлекательные фантастические произведения, заразила десятки тысяч советских детей стремлением к странному и восхищением перед загадочным", - отмечал Владимир Ларионов[18].

### С 1991 года по настоящее время
С 1991 года «Пионерская правда» — цветное иллюстрированное издание. Газета изменила логотип, но сохранила традиции по проведению детских ежегодных спортивных соревнований на призы газеты «Пионерская правда». Ежегодно в марте проводятся Всероссийские соревнования по детским лыжным гонкам. В четвёртых соревнованиях в 2011 году участие приняли 448 юных лыжников из 92 школ разных регионов России.
Также проводятся Всероссийские детские турниры по футболу «Кожаный мяч» и хоккею «Золотая шайба».

### Главные / ответственные редакторы
- М. П. Стремяков (06.03—31.05.1925)
- В. Лядова (09.06.1925—11.09.1926)
- М. Рейхруд (22.09.1926—06.03.1927)
- В. Лядова (06.04.1927—14.10.1930)
- В. А. Зорин (16.10—27.11.1930)
- Козлов (29.11—29.12.1930, врид)
- Н. Лялин (01.01—04.09.1931)
- Г. Солдатов (06.09.1931—05.03.1933)
- Ал. Я. Строев (15.03—03.09.1933)
- Андрей Иванович Гусев (05.09.1933—02.02.1935)
- Ал. Я. Строев (04.02.1935—08.12.1938)
- Редакционная коллегия (10.12.1938—22.01.1939)
- Н. Н. Данилов (25.01.1939—20.06.1940)
- И. А. Андреев (22.06.1940—10.06.1945)
- В. Г. Губарев (19.06.1945—31.10.1947)
- В. И. Семёнов (04.11.1947—27.05.1949)
- З. П. Туманова (31.05.1949—03.06.1949)

Редакторы (05.06.1949—):
- З. П. Туманова (05.06.1949—22.04.1952)
- С. В. Потёмкин (25.04.1952—09.01.1953)
- Т. В. Матвеева (13.01.1953—21.04.1961)
- Н. М. Чернова (25.04.1961—1982)

Главные редакторы:
- О. И. Грекова (1983—2006)[26]
- М. Баранников (с 2006 года)

## Адреса редакции в разные годы
- 6 марта 1925 (№ 1) - 6 марта 1927 (№ 10(104)) — Москва, Кузнецкий мост, д. № 1 [27].
- 11 июня 1927 (№ 10(114)) - 20 июня 1928 (№ 49(192)) — Москва, Малый Черкасский переулок, д. № 3/4.
- 23 июня 1928 (№ 50(193)) - 13 августа 1929 (№ 93(351)) — Москва, центр, Лубянский пассаж, пом. 48—49
- 15 августа 1929 (№ 94(352)) - 21 декабря 1929 (№ 152(410)) — Москва, 9, Тверская, 48, во дворе, 2-й этаж
- 2 июля 1930 (№ 86(498)) - 4 марта 1936 (№ 31(1673)) — Москва, центр, Новая площадь, 10
- 6 марта 1936 (№ 32(1674)) - 16 октября 1941 (№ 123(2635)) — Москва, Ленинградское шоссе, ул. «Правды», 24 (5-й этаж)
- 11 ноября 1941 (№ 124(2636)) - 3 января 1942 (№ 2(2656)) — Казань, улица Баумана, Дом печати, 3-й этаж
- 10 января 1942 (№ 4(2658)) - 27 июня 1958 (№ 51(4178)) — Москва, Ленинградское шоссе, ул. «Правды», 24 (6-й этаж)[28].
- 1 июля 1958 (№ 52(4179)) - 12 сентября 1991 (№ 109(7878)) — Москва, Сущёвская улица, 21

## Документальные фильмы
- ЦСДФ (РЦСДФ) (1985). Киножурнал «Пионерия», 1985 г., № 4..  9 мин. Архивировано 15 июля 2020. {{cite episode}}: |series= пропущен или пуст (справка) — Фильм о газете к её 60-летию.
- ЦСДФ (РЦСДФ) (1966). Киножурнал «Пионерия», 1966 г., № 6..  10 мин. Архивировано 16 июля 2020. {{cite episode}}: |series= пропущен или пуст (справка) — Фильм о газете по случаю 5000-го её выпуска.